# Samostanska cerkev St. Gallen
Samostanska cerkev St. Gallen (nemško Stiftskirche St. Gallus und Otmar) je rimskokatoliška cerkvena stavba v mestu St. Gallen v Švici. Služi kot stolnica škofije St. Gallen in je bila med gradnjo (1755 do 1766) do 1805 cerkev samostana Sankt Gallen. Kolegijska cerkev je bila leta 1983 skupaj s kolegijskim okrožjem dodana na seznam Unescove svetovne kulturne dediščine.

## Zgodovina
Pobuda za obnovo samostanske cerkve sega v 18. stoletje, ko je stara cerkev samostana Sankt Gallen, ki je bila prvotno iz 9. stoletja, postajala vse bolj dotrajana. Na podlagi načrtov Gabriela Loserja in Johanna Casparja Bagnata je Peter Thumb med letoma 1755 in 1757 zgradil ladjo in rotondo. Rušenje stare stavbe se je začelo 2. maja 1755, polaganje temeljnega kamna za novo stavbo je potekalo 29. avgusta 1756 pod opatom Coelestinom Guggerjem von Staudachom v delno dokončani školjki.
Notranjo in zunanjo dekoracijo je izvedel Johann Christian Wentzinger kot celotno delo za 52.000 goldinarjev, pri čemer večine del ni opravil osebno, temveč le oblikoval, načrtoval in zasnoval. Dela na ladji so bila v bistvu končana poleti 1760; 15. novembra 1760 je bilo posvečenje.
Odločitev za gradnjo nove cerkvene pevske empore je bila sprejeta šele leta 1760. Do takrat je stara gotska empora služila kot zasilna cerkev. Vodenje gradnje je prešlo s Petra Thumba na Johanna Michaela Beerja von Bildsteina. Nadaljnja gospodarska poslopja in stolpa ter notranja oprema so bila izvedena v naslednjih letih. Stolpi so bili zadnji deli konstrukcije, ki so bili dokončani leta 1766, medtem ko so manjša notranja dela trajala do leta 1772.
Drzna kupolasta konstrukcija v ladji je bila konstruktivno slabo izvedena, tako da so bila prva obnovitvena dela potrebna že leta 1773. Težave s statiko bi lahko rešili z naknadno postavitvijo odra.
Po ukinitvi samostana leta 1805 so bile izvedene manjše spremembe v notranjosti cerkve. Opatov prestol je bil prestavljen, veliki oltar pa spremenjen v oltar skupnosti. Zaradi strukturnih poškodb je bila potrebna nadaljnja prenova, med katero je Antonio Moretto do leta 1824 izvedel več novih stropnih slik. Nadaljnje obsežne prenove so bile izvedene od 1841 do 1845 (vzhodna fasada), 1866/1867 (celovita notranja prenova) in 1928 do 1938 (celovita zunanja prenova). Zadnja večja prenova je bila izvedena med letoma 2000 in 2003.
Samostanska cerkev je od leta 1824 stolnica škofije St. Gallen.

## Gradnja in oprema
Samostanska cerkev velja za eno zadnjih monumentalnih svetih stavb poznega baroka. Rotonda je skladno razporejena proti zahodu in vzhodu v simetrični razporeditvi ladje in kora. Slikarska in kiparska oprema med rokokojem in klasicizmom je delo južnonemških mojstrov. Štukature so od bratov Johanna in Mathiasa Gigla, štukaturni reliefi pa Johanna Christiana Wentzingerja. Slike so delo Josepha Wannenmacherja.
Slike v rotundi prikazujejo Božji prihod v navzočnosti blaženega, medtem ko so Gallus, Otmar, Magnus in Wiborada, veliki liki iz zgodovine samostana, upodobljeni v ladijskih kupolah. Dvojne kotne klopi z reliefi iz življenja svetega Benedikta segajo k Jožefu Antonu Feuchtmayerju.
Stolpa dvojčka vzhodne fasade sta poravnana s stavbami pfalce. Visoka sta 68 m. Relief na zatrepu prikazuje Marijino vnebovzetje, pod kipoma svetih Desiderija in Mavricija.
Jedro vzhodne kripte sega v 9. stoletje. Po izročilu je tu grobnica sv. Galla. Košček njegove lobanje je tu še vedno prikazan v relikviariju. Grob sv. Otmarja in škofje St. Gallen so v zahodni kripti.
Cerkev je na sredini ločena s turkizno-zlato ograjo. Prvotno je služil kot ločnica med prostorom menihov in prostorom obiskovalcev cerkve. Danes mašo berejo pri oltarju neposredno pred ograjo, približno na sredini cerkve.
Fasada je preprosta, razen na vzhodni strani s stolpoma. Izstopajo le štirje kipi, ki označujejo vhod na severni strani.

## Orgle
Samostanska cerkev ima tri orgle: velike orgle na zahodni empori ter poslanico in evangelijske orgle v koru.
Zgodovina orgel sega vse do srednjega veka. V obdobju po baročni prenovi cerkve so se ljudje dolgo časa zadovoljevali z obema v koru, ki ju je v letih 1768 in 1770 zgradil Viktor Ferdinand Bossard (1699–1772). Šele v letih 1808–1810 je cerkev dobila veliko zahodno emporo za nove, velike glavne orgle, ki sta jih v letih 1811–1815 zgradila Franz in Josef Frosch (München). Ta instrument je imel 60 registrov na štirih manualih in pedal. Ohišje orgel je leta 1811 izdelal mavčar in kipar Josef Simon Mosbrugger (Schoppernau, Bregenzer Wald). Orgle Frosch je v letih 1872 do 1875 v celoti predelal Johann Nepomuk Kuhn, pri čemer je bil manual izpuščen. Imele so 55 registrov, od tega 14 popolnoma ali delno novih. Primer je ostal nespremenjen.
V času celotne obnove cerkve (1961 do 1967) je današnje glavne orgle leta 1968 zasnoval in zgradil Orgelbau Kuhn (Männedorf). Dva stranska stolpa na pedala sta bila prevzeta od starih orgel. Mimogrede, struktura je bila popolnoma preoblikovana. Instrument ima drsne skrinje in mehansko delovanje.

## Zvon
Samostanska cerkev ima baročni zvon. Devet zvonov v dveh stolpih prihaja iz različnih livarn, ki so večinoma delovale na območju Bodenskega jezera. Dva velika zvona v desnem stolpu vzhodne fasade sta pomembni priči. Zvon Svete trojice po višini presega zvon Bernskega Münstra. V dveh stolpnih lanternah sta nameščena še dva zvona. Kar zadeva teorijo glasbe, splošno zvonjenje ne ustreza nobeni prepoznavni harmonski ali melodični strukturi.

## Kipi
- Die vier Statuen neben dem Nordportal
- sveti Gallus
- Otmar iz St. Gallna
- sveti Peter
- sveti Pavel